# Maison de Joseph et Anne
La « Maison de Joseph et Anne » (« Joseph en Anna » en néerlandais) est une maison de style néo-baroque située aux numéros 21 et 22 de la Grand-Place de Bruxelles en Belgique, entre la « Maison du Cerf » et la « Maison de l'Ange ».
L'aspect actuel de la maison résulte d'une reconstruction opérée en 1896-1897 par l'architecte Adolphe Samyn qui a reconstruit ou restauré plusieurs maisons de la Grand-Place (l'Étoile, le Marchand d'Or, Joseph et Anne, l'Ange, le Cerf et le Roi d'Espagne).

## Historique
Les maisons qui occupent les n° 20 à 28 de la Grand-Place, entre la rue de la Colline et la rue des Harengs, occupent l'emplacement d'un groupe d'habitations expropriées par la Ville à la fin du XIVe siècle : « L'angle formé primitivement par la rue de la Colline et la Grand-Place fut modifié pendant les dernières années du XIVe siècle » : la Ville acheta trois maisons situées dans la rue de la Colline (le Rhin, la Gerbe et le Violon), la maison qui faisait le coin (l'Arbre) et sept maisons situées sur la Grand-Place (l'Olivier dit aussi l'Ange, la Chaloupe, la Taupe, le Pigeon, le Merle, le Saumon et le Carillon appelé également la Fontaine). « La place alors fut considérablement agrandie de ce côté : les maisons le Merle et le Saumon disparurent et les autres furent toutes reculées ».
« Cette habitation avait encore une façade-pignon en bois à la fin du XVIe siècle » et fut « sans doute reconstruite avec un pignon en pierre au XVIIe siècle ».
Elle est réédifiée en 1696, après la destruction des maisons de la Grand-Place lors du bombardement de Bruxelles par les troupes françaises de Louis XIV commandées par le maréchal de Villeroy en août 1695.
La façade est ensuite altérée et transformée en façade sans pignon comme le montrent des photos du XIXe siècle, qui révèlent une bâtière à croupe percée de deux lucarnes, un type de couronnement de façade que l'on retrouve encore sur la Maison du Petit Renard et du Chêne. 
L'aspect actuel de la maison résulte d'une reconstruction en pierre d'Euville et en pierre bleue d'Écaussinnes opérée en 1896-1897 par l'architecte Adolphe Samyn d'après un dessin de Ferdinand-Joseph De Rons daté de 1749,.
Vers 1767, elle portait uniquement le nom de « Sinte Anna ».
En 2011-2012, la maison et ses voisines font l'objet de travaux de restauration, durant lesquels leurs façades sont masquées par des bâches peintes reproduisant leurs façades.
La maison abrite actuellement un marchand de chocolat.

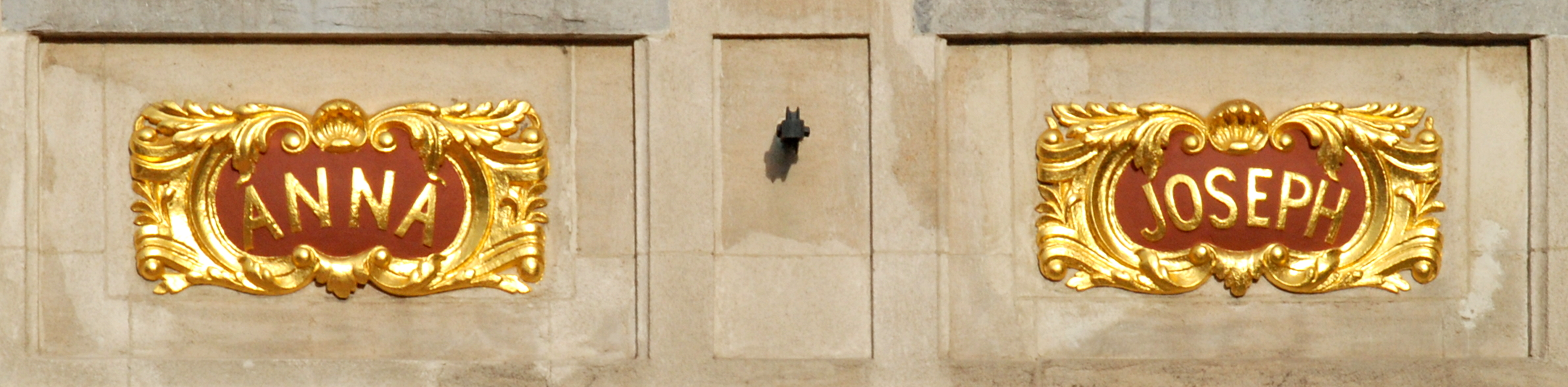
Les cartouches « Anna » et « Joseph ».

## Classement
Les façades et les toitures de toutes les maisons qui bordent la Grand-Place font l'objet d'un classement au titre des monuments historiques en tant qu'ensemble depuis le 19 avril 1977 sous la référence globale 2043-0065/0.
Le classement a été étendu à d'autres parties du bâtiment le 7 novembre 2002, sous la référence 2043-0065/021.

## Architecture

### Façade
La « Maison de Joseph et Anne » s'inscrit dans un alignement de maisons qui occupe une partie du côté nord-est de la Grand-Place, entre la rue de la Colline et la rue des Harengs, et comprend Le Marchand d'or, Le Pigeon, La Chaloupe d'or, L'Ange, Joseph et Anne et Le Cerf.
La « Maison de Joseph et Anne », édifiée en pierre de taille, présente une façade de quatre travées et de trois niveaux plus un entresol (demi-étage), surmontée d'un pignon baroque. Sa silhouette imposante semble écraser sa minuscule voisine, la Maison du Cerf.

Le Marchand d'or, Le Pigeon, La Chaloupe d'or, L'Ange, Joseph et Anne, Le Cerf
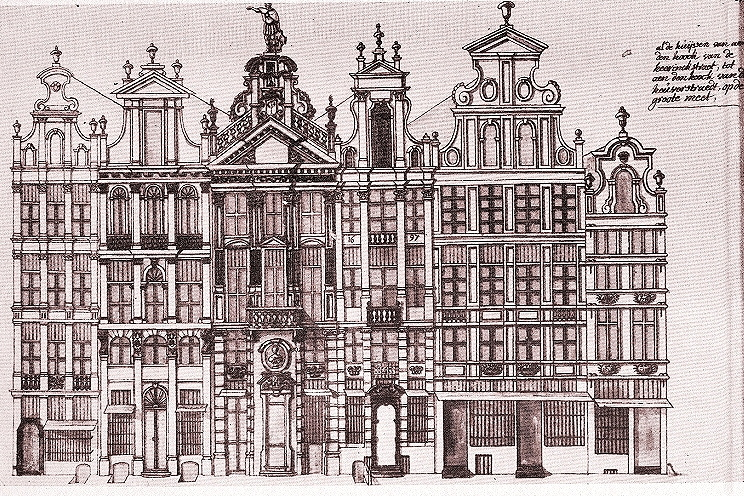
Les maisons sur un dessin de Ferdinand-Joseph Derons (1749) conservé au Musée de la ville de Bruxelles.
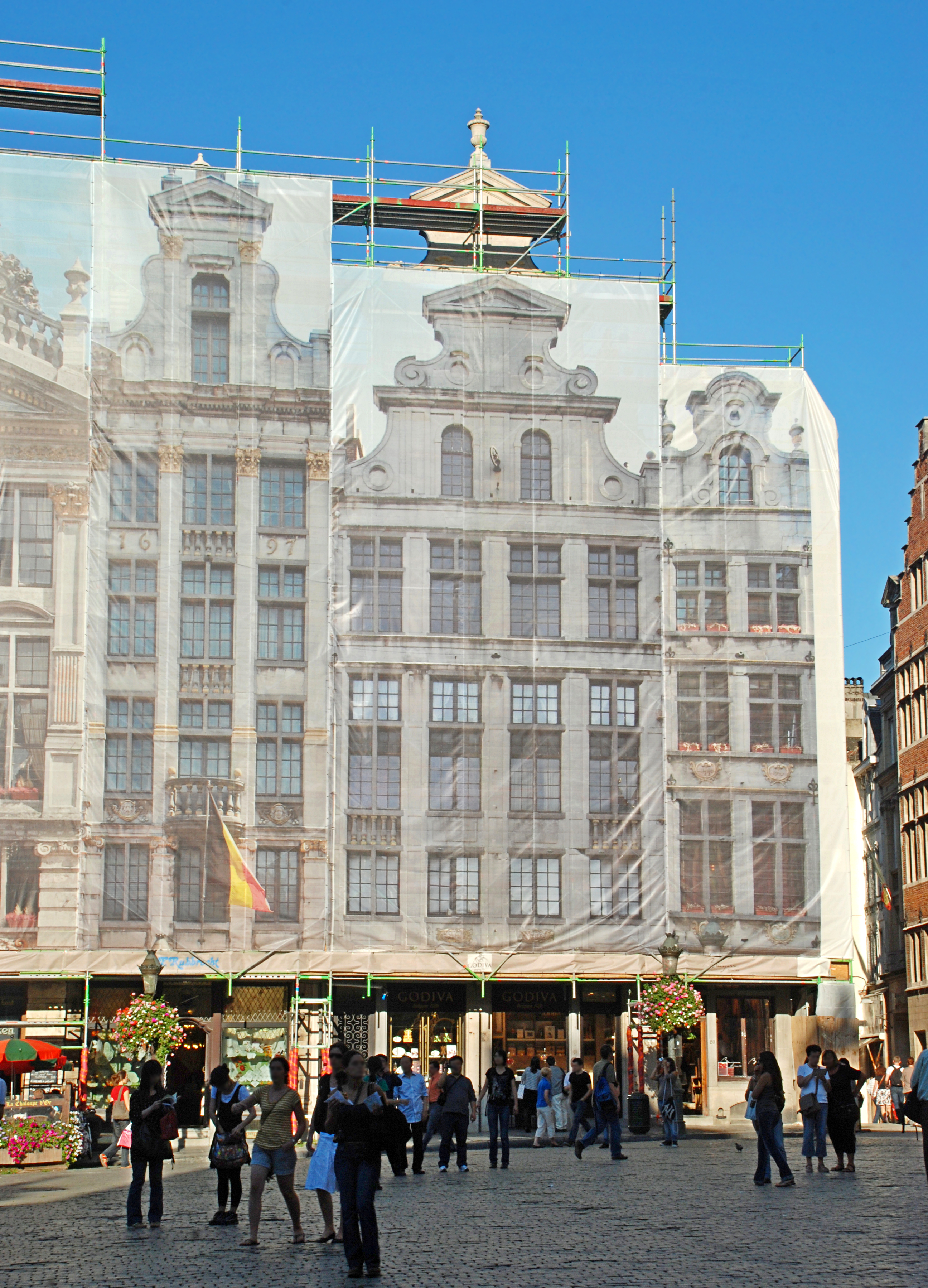
Les bâches lors des travaux de restauration en 2011-2012.
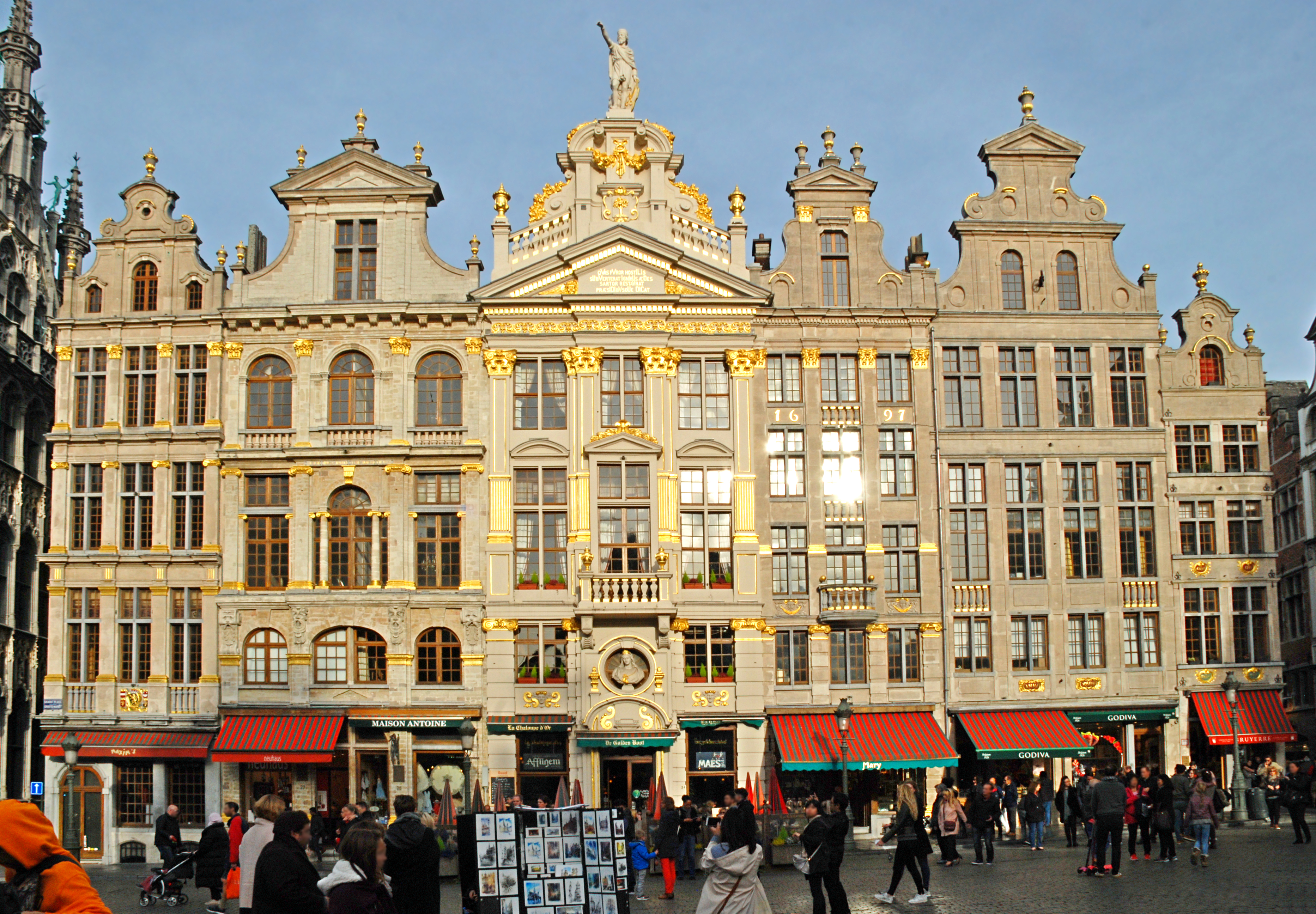
Les maisons en 2017, après la restauration de 2012.

### Étages

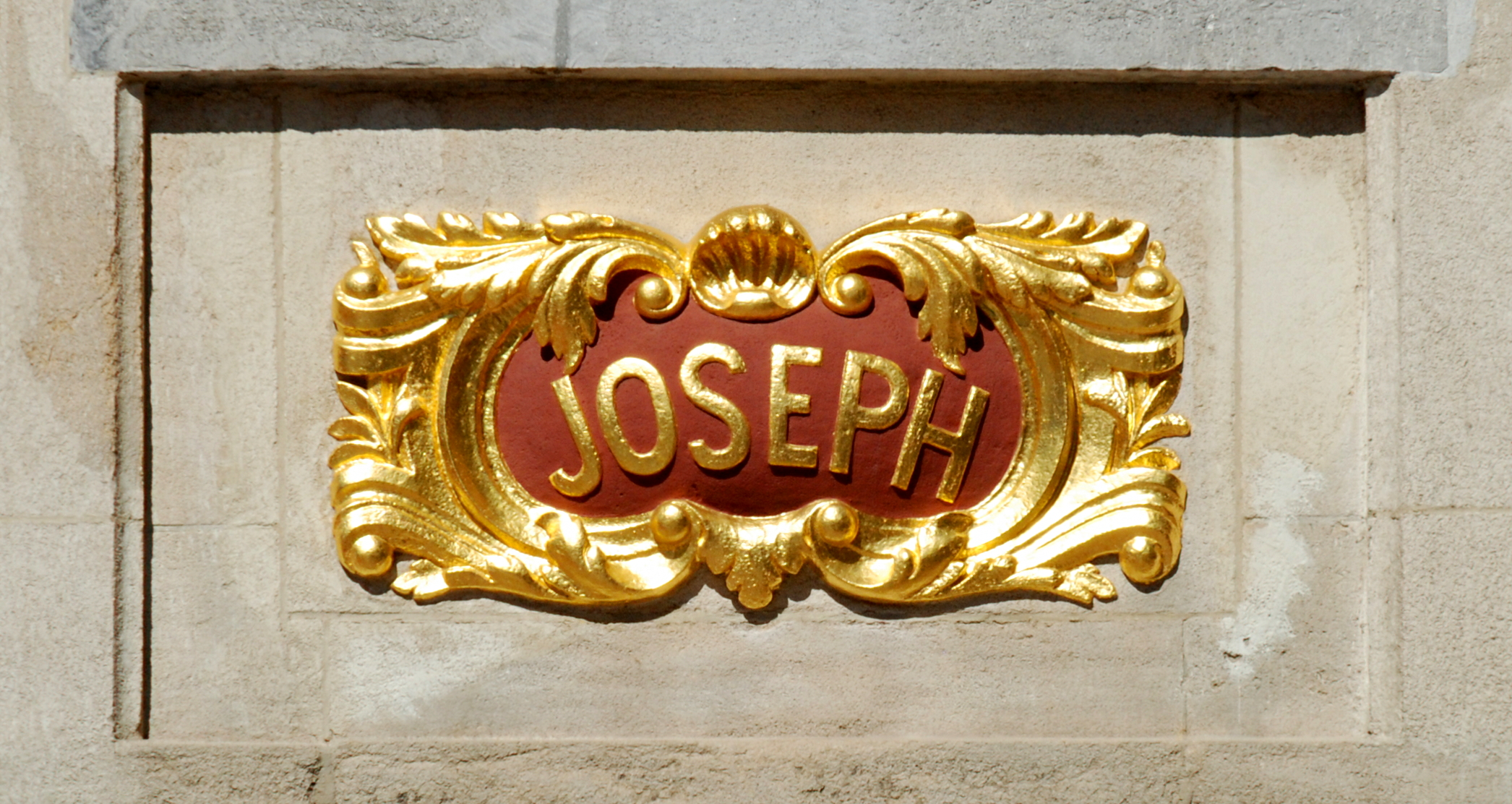
Le cartouche « Joseph ».

L'entresol est percé de fenêtres à croisillons dont les deux allèges centrales sont ornées de cartouches mentionnant le nom de l'édifice en néerlandais (« Anna » et « Joseph »).
Le premier étage est percé de hautes fenêtres, à meneaux de pierre pour les fenêtres latérales et à meneaux de bois pour les fenêtres centrales, dont les allèges latérales sont ornées de balustres rehaussées de dorures.
Le deuxième étage, compris entre deux entablements, possède des fenêtres plus petites aux allèges non décorées.

### Pignon
La façade est couronnée par un élégant pignon baroque à deux registres. Le premier registre de ce pignon comporte quatre travées séparées par des pilastres plats à encadrement saillant et ornées chacune d'un oculus aveugle, pour les travées latérales, et d'une fenêtre à piédroits et impostes saillants portant un arc en plein cintre à clef saillante, pour les travées centrales. Le deuxième registre du pignon est composé de deux travées ornées chacune de volutes à godron et d'un oculus aveugle surmonté d'un petit larmier doré.
Le pignon est surmonté d'un fronton triangulaire sommé d'un vase de pierre.

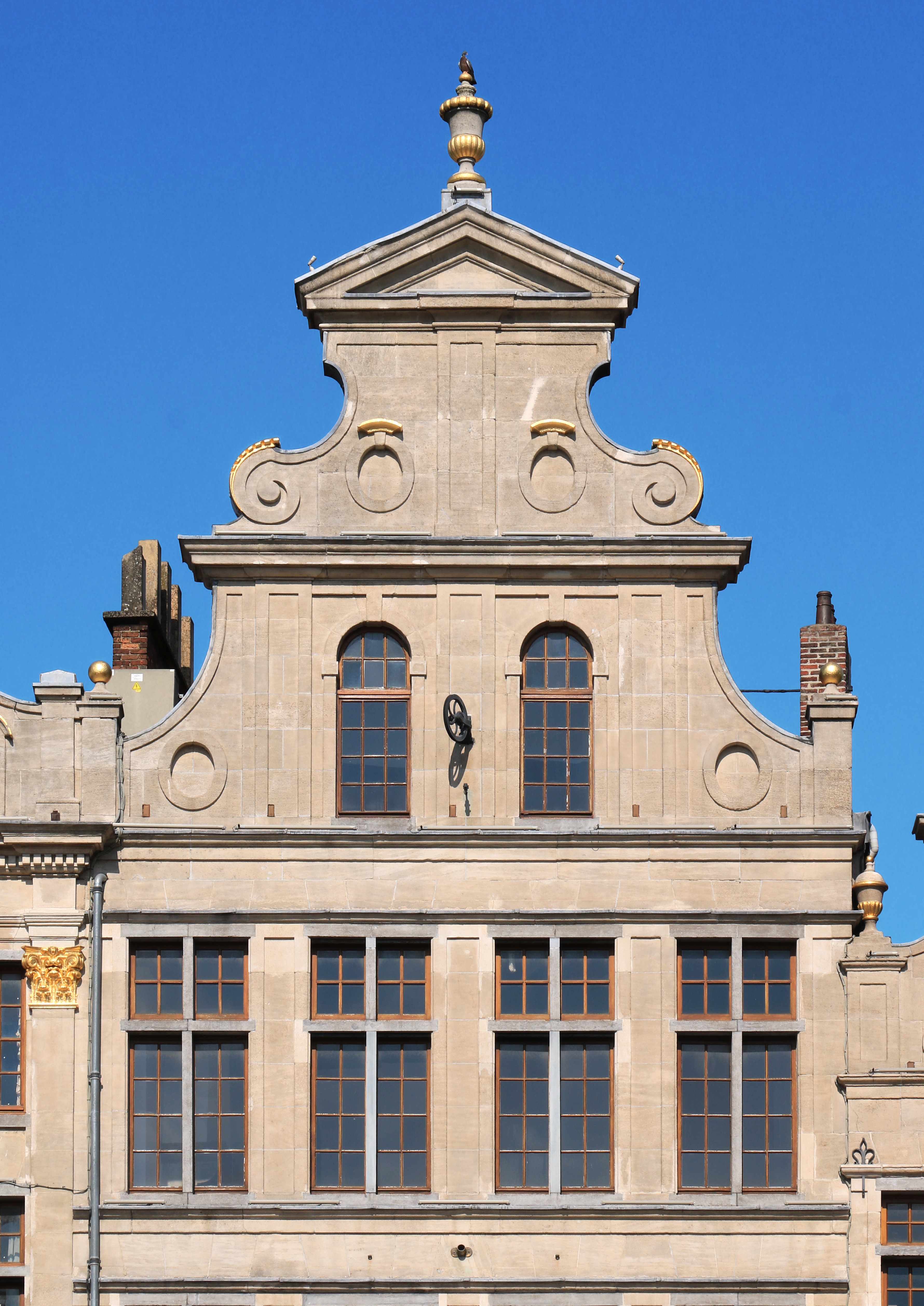
Le dernier étage et le pignon.
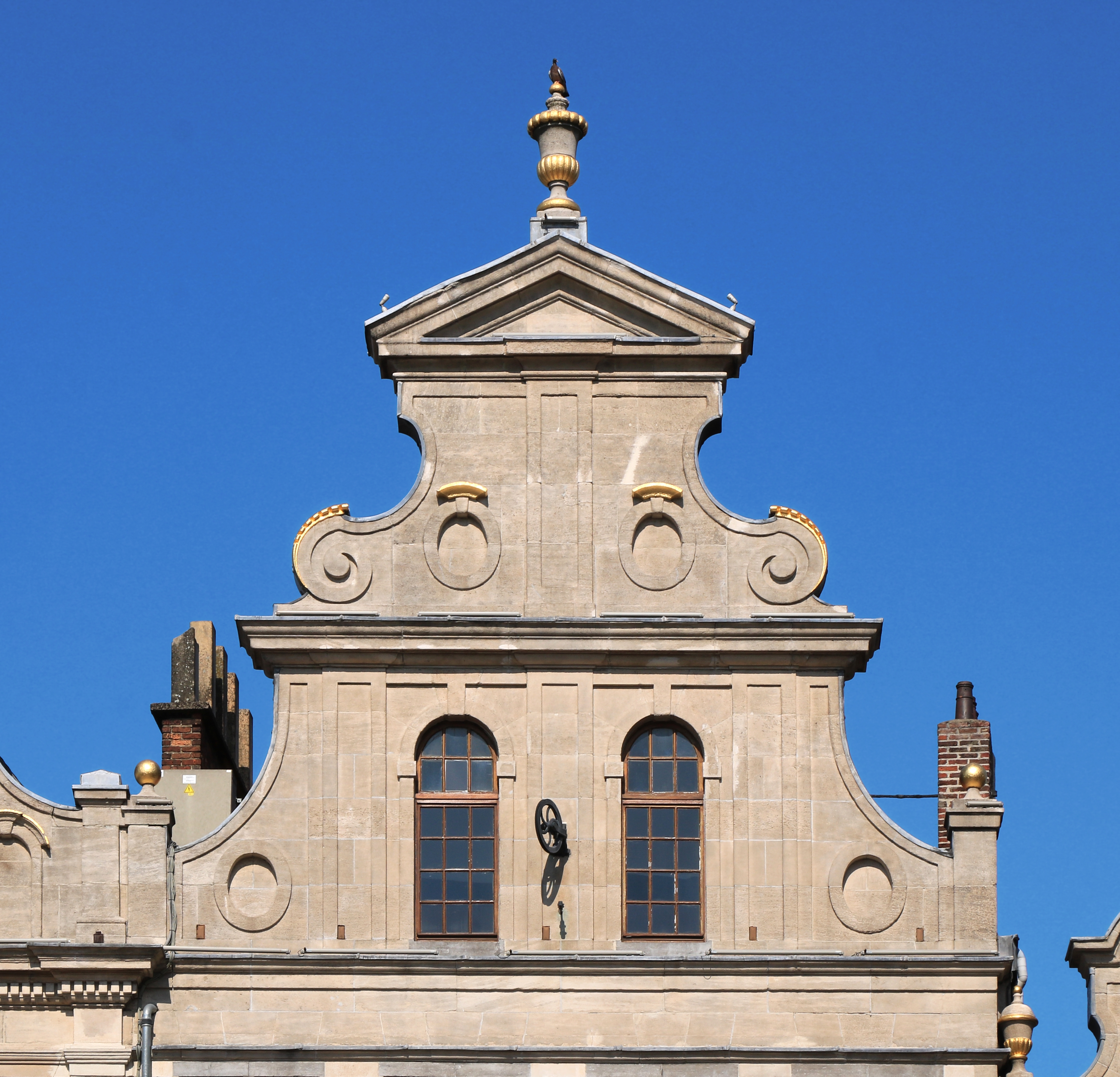
Le pignon.
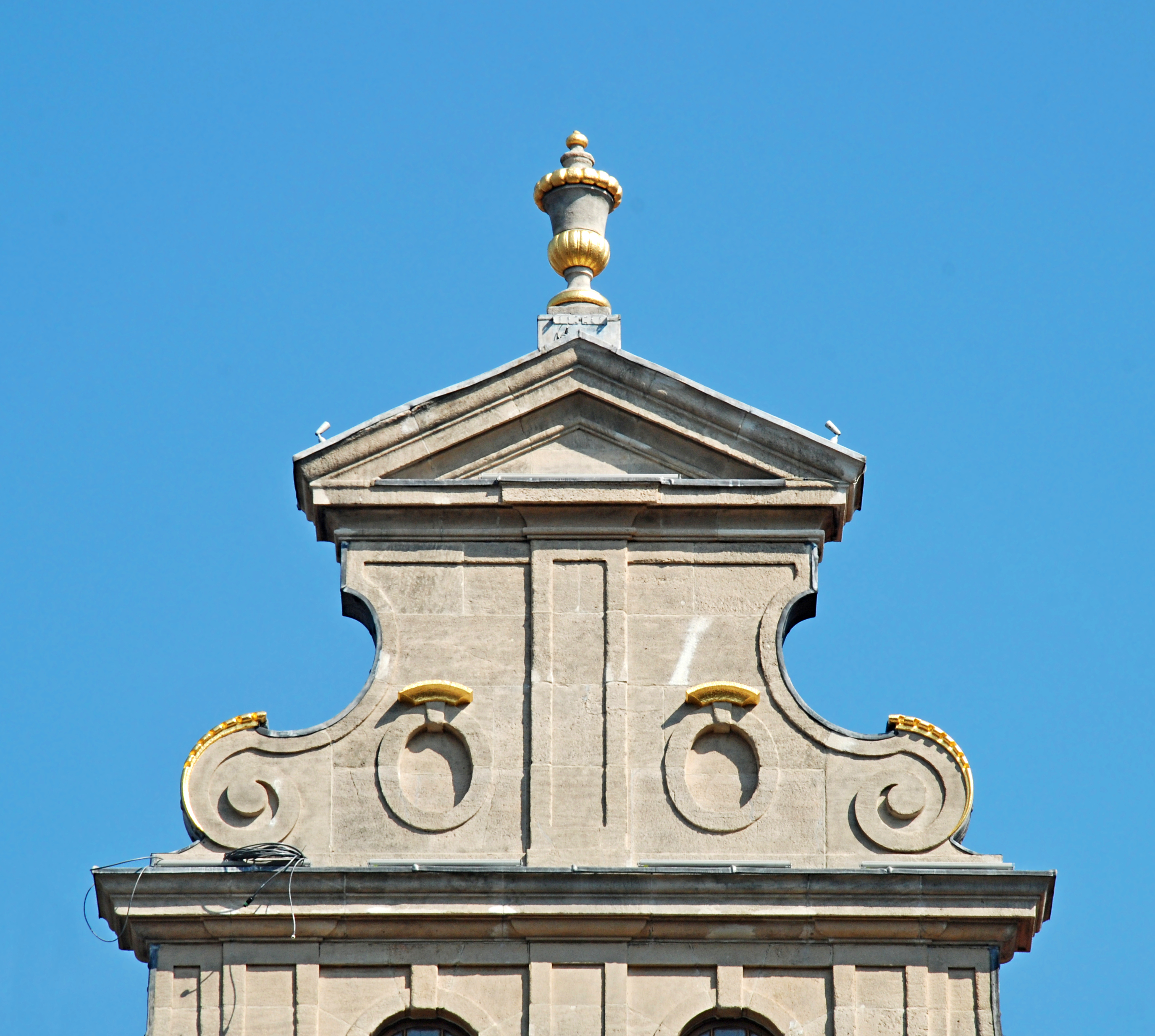
Le registre supérieur du pignon et le fronton.